# Aethionema lycium
Aethionema lycium là một loài thực vật có hoa trong họ Cải. Loài này được I.A.Andersson & al. mô tả khoa học đầu tiên năm 1983.